# Emil von Gödel-Lannoy
Emil svobodný pán von Gödel-Lannoy (německy Emil Bartholomäus Freiherr von Gödel-Lannoy) (1. října 1845 Šmarje pri Jelšah – 26. května 1932 Maribor) byl rakouský šlechtic a rakousko-uherský diplomat. Od mládí působil ve službách ministerstva zahraničí a zastával nižší posty v různých evropských zemích. Naposledy byl v letech 1889–1895 vyslancem v Portugalsku, poté odešel do soukromí.

## Biografie
Pocházel ze šlechtické rodiny ze Štýrska, byl jediným synem diplomata a prezidenta Vrchního námořního úřadu Rudolfa Gödel-Lannoye (1814–1883). Narodil se na zámku Šmarje pri Jelšah (dříve Erlachstein) v dnešním Slovinsku, který byl v letech 1845–1887 majetkem rodiny. Absolvoval Tereziánskou akademii ve Vídni (1858–1864) a poté pokračoval ve studiu na Orientální akademii (1864–1869). V roce 1869 vstoupil do konzulární služby a začínal jako elév v Ruse, poté byl přidělen jako atašé k ambasádě v Istanbulu (1871), kde působil i jako tlumočník. V letech 1875–1881 byl vyslaneckým tajemníkem v Teheránu, na stejné pozici potom působil v Londýně a Athénách.
V Athénách mu byl v roce 1883 udělen titul legačního rady II. kategorie, poté dva roky pobýval ve Vídni bez služebního zařazení. V roce 1885 byl přidělen k velvyslanectví v Istanbulu, odkud byl v roce 1887 přeložen do Říma již jako legační rada I. kategorie. V letech 1889–1895 byl rakousko-uherským vyslancem v Portugalsku. V srpnu 1895 požádal ze zdravotních důvodů o dovolenou, v březnu 1896 odešel do výslužby a od té doby žil v soukromí.
V roce 1889 se oženil s hraběnkou Julianou, rozenou Batthyányovou, ovdovělou baronkou Haanovou (1853–1922).

## Tituly a ocenění
Spolu s otcem byl v roce 1871 povýšen do stavu svobodných pánů. Během působení v diplomatických službách získal několik vyznamenání v Rakousku-Uhersku i v zahraničí.
- komtur Řádu Františka Josefa (Rakousko-Uhersko)
- velkokříž Řádu neposkvrněného početí Panny Marie z Vila Viçosa (Portugalsko)
- důstojník Řádu sv. Mořice a Lazara (Itálie)
- komandér Řádu Spasitele (Řecko)
- Řád lva a slunce II. třídy (Persie)
- Řád Medžidie III. třídy (Osmanská říše)
- Řád Osmanie II. třídy (Osmanská říše)